# Jahanian
Jahanian é uma cidade do Paquistão localizada na província de Punjab.